# Красный Якорь (деревня)
Красный Якорь — деревня в Гусь-Хрустальном районе Владимирской области России, входит в состав Муниципального образования «Посёлок Мезиновский».

## География
Деревня расположена в 21 км на северо-восток от центра поселения посёлка Мезиновский и в 4 км на юг от Гусь-Хрустального. 

## История
Образован после Великой Отечественной войны, с 2005 года — в составе Муниципального образования «Посёлок Мезиновский».

## Население
| 2010 | 2021 |
| ---- | ---- |
| 38   | ↗45  |